# Gouvernement de transition syrien
Syrie
al-Jalali al-Charaa
Le gouvernement de transition en Syrie (en arabe ٱلحُكُوَمَة ٱلانتِقَالِيَّة ٱلسُّورِيَّة, al-Ḥukūmah al-Intiqāliyyah as-Sūriyyah) est formé par le Commandement général contrôlé par Hayat Tahrir al-Cham le 10 décembre 2024, à la suite de la prise de Damas et du renversement de Bachar el-Assad. Il est dirigé par Mohammed al-Bachir et demeure en fonction jusqu'au 29 mars 2025.
Selon l'opposition syrienne[pas clair], le gouvernement de transition devrait rester en place durant 6  à   18 mois, qui seront nécessaires à la rédaction d'une nouvelle constitution.

## Historique

### Renversement du régime Assad
Le 8 décembre 2024, le chef du groupe Hayat Tahrir al-Cham (HTS) et du gouvernement de salut syrien, Ahmed Al-Charaa, déclare sur Telegram que les institutions publiques syriennes ne seraient pas immédiatement reprises par ses forces, mais seraient plutôt temporairement détenues par le Premier ministre sortant, Mohammad Ghazi al-Jalali, jusqu'à ce que la transition politique complète soit achevée. Al-Jalali annonce dans une vidéo sur les réseaux sociaux qu'il prévoit de rester à Damas et de coopérer avec le peuple syrien, tout en exprimant l'espoir que la Syrie pourrait devenir « un pays normal » et commencer à s'engager dans la diplomatie avec d'autres nations,. Al-Jalali exprime également sa volonté de « tendre la main » à l'opposition.

### Formation
Des sources indiquent qu’un accord de transfert du pouvoir à un gouvernement intérimaire pourrait être signé le lendemain.
Le 9 décembre, Mohammed al-Bachir est nommé Premier ministre par le Commandement général. Il prend ses fonctions le lendemain et il est prévu qu'il les conserve jusqu'au 1er mars 2025, date prévue du lancement d'un « processus constitutionnel ». Il reconduit alors les ministres de l'administration d'Idleb. L'envoyé spécial onusien pour la Syrie, Geir Pedersen, annonce que la nomination d'al-Bachir est contestée par de nombreux Syriens, qui craignent « qu'un groupe puisse ainsi monopoliser le pouvoir ». Il appelle à lancer un « processus plus inclusif ». De même, le Front du retour et de la construction dénonce la nomination d'une personnalité d'HTC « sans concertations avec les élites politiques syriennes ».
Le 12 décembre, le gouvernement annonce qu'il va « geler la Constitution et le Parlement » jusqu'au lancement du processus constituant. Un « comité juridique et des droits humains » sera chargé de proposer des amendements à la Constitution après son examen. Un Conseil consultatif sera ensuite nommé pour faire office de Parlement provisoire.

### Évolution
Le 21 décembre, le Commandement général procède à la nomination d'Assaad Hassan el-Chibani à titre de ministre des Affaires étrangères. Assaad Al-Chibani aurait participé à la révolution syrienne dès 2011 et a participé à la création du gouvernement de salut syrien,. Pour sa part, Abou Hassan al-Hamwi devient ministre de la Défense.

### Dissolution
Après l'adoption d'une constitution provisoire le 13 mars 2025, le gouvernement de transition est dissous et remplacé le 29 mars par un second gouvernement de transition. Cette annoncé était initialement prévue pour le 1er mars.

## Membres
| Poste                                                                  | Nom                      | Parti | Depuis le                          |
| ---------------------------------------------------------------------- | ------------------------ | ----- | ---------------------------------- |
| Président du Conseil des ministres                                     | Mohammed al-Bachir,      | HTC   | 10 décembre 2024                   |
| Ministre de l'Intérieur                                                | Mohammed Abdel Rahman    | HTC   | 10 décembre 2024 - 19 janvier 2025 |
| Ministre de l'Intérieur                                                | Ali Keda                 | HTC   | 19 janvier 2025                    |
| Ministre de la Justice                                                 | Shadi al-Waïssi          | HTC   | 10 décembre 2024                   |
| Ministre de l'Économie                                                 | Bassel Abdel Aziz        | HTC   | 10 décembre 2024                   |
| Ministre de l'Agriculture                                              | Mohammed al-Ahmad        | HTC   | 10 décembre 2024                   |
| Ministre de l'Information et de la Culture                             | Mohammed al-Omar         | HTC   | 10 décembre 2024                   |
| Ministre des Affaires religieuses                                      | Hossam Haj Hussein       | HTC   | 10 décembre 2024                   |
| Ministre de la Santé                                                   | Mazen Dukhan             | HTC   | 10 - 16 décembre 2024              |
| Ministre de la Santé                                                   | Maher al-Charaa          | HTC   | 16 décembre 2024                   |
| Ministre de l'Éducation                                                | Nazir al-Qadir           | HTC   | 10 décembre 2024                   |
| Ministre de l'Enseignement supérieur                                   | Abdel Moneim Abdel Hafez | HTC   | 10 décembre 2024                   |
| Ministre du Développement                                              | Fadi al-Qassem           | HTC   | 10 décembre 2024                   |
| Ministre de l'Administration locale et de l'Environnement              | Mohammed Muslim          | HTC   | 10 décembre 2024                   |
| Ministre de l'Électricité                                              | Omar Sharqouq            | HTC   | décembre 2024                      |
| Ministre des Affaires étrangères et des Expatriés                      | Assaad Hassan el-Chibani | HTC   | 21 décembre 2024                   |
| Ministre de la Défense                                                 | Marhaf Abou Qasra        | HTC   | 21 décembre 2024                   |
| Ministre des Finances                                                  | Riad Abdel Ra'ouf        | Sans  | - fin décembre 2024                |
| Ministre des Finances                                                  | Mohammad Abazaid         | Sans  | fin décembre 2024 -                |
| Ministre des Communications et des Technologies de l'information       | Hussein al-Masri         | Sans  | décembre 2024                      |
| Ministre du Commerce international et de la Protection du consommateur | Maher Khalil al-Hassan   | Sans  | décembre 2024                      |
| Ministre de l'Énergie et des Ressources naturelles                     | Ghaïath Diab             | Sans  | décembre 2024                      |
| Ministre du Tourisme Ministre des Transports                           | Bahâa al-Dine Charm      | Sans  | décembre 2024                      |
| Ministre des Ressources en eau                                         | Oussama Abou Zaïd        | Sans  | décembre 2024                      |

## Droits de l'homme
Après la chute du régime Assad, des membres de la communauté alaouite, dont d'anciens soldats, sont victimes d'exactions de la part des troupes de Hayat Tahrir al-Cham. Certains sont interrogés, accusés d'être membres du régime, et tabassés. Certains, principalement des officiers, sont victimes d'exécutions extrajudiciaires. Une dizaine de morts est à déplorer. De même, une dizaine sont morts en détention, tandis que d'autres ont été emprisonnés alors qu'ils ont remis leurs armes au nouveau régime.